# Шива Раджкумар
Шива Раджкумар (*нар. 12 липня 1962 ) — індійський кіноактор, продюсер, співак Сандалвуду, телееведучий. загалом знявся у більш ніж 110 фільмах. Переможець у номінаціях кращий актор премії Filmfare Awards South — 4 рази, Кінопремії штату Карнатака — 4 рази, Південноіндійської міжнародної кінопремії — 4 рази.

## Життєпис
Походив з акторсько-мистецької родини. Старший син відомого актора Раджкумара та кінопродюсера Парватхамми Говди. Народився 1962 року в Мадрасі (тепер Ченнаї). Спочатку навчався в школі Т. Нагар, потім в Нью-Коледжі. 1974 року вперше зіграв в фільмі «Sri Srinivasa Kalyana» поруч з батьком (виконував головну роль), а Шива — епізодичну.
Слідом за цим поступив до Мадраського університету, який закінчив в 1983 році, отримавши атестат бакалавра наук з хімії. Під час навчання Шива був помічений режисером Кайласамом Балачандером і після закінчення університету приєднався до його школи акторської майстерності. В університетські роки він також протягом декількох років займався танцем у стилі кучипуді.
У 1986 році відбувся його дебют в головній ролі у фільмі «Ананд», який транслювався в кінотеатрах протягом 38 тижнів. Три його перші фільми «Ананд», "Ratha Sapthami", "Manamecchida Hudugi") мали комерційний успіх, завдяки чому він отримав прізвисько «Хет-трік герой». За фільм «Ананд» отримавнагороду Cinema Express Awards для фільмів мовою каннада. 1986 року одружився з Гітою, донькою політика Сарекоппи Бангараппи, майбутнього міністра штату Карнатака у 1990—1992 роках.
У 1995 році Шива знявся в ролі гангстера у фільмі «Ом», який поклав початок виробництву фільмів про гангстерів не лише в штаті, але і по всій країні. За цей фільм Шива отримав нагороди кращого актора кінопремій Filmfare Awards South і штата Карнатака. Найбільш плідними були 1995—2001 роки, коли Шива Раджкумар щорічно знімвся в середньому по 6 фільмах. Отримав прізвисько «Король Сандалвуду». Найбільш вдалими були ролі у фільмах «Janumada Jodi» (1996 рік), «Nammoora Mandara Hoove» (1997 рік), «A.K. 47» (1999 рік).
З 2002 році став виконувати пісні для кінострічок. Висока майстерність була підтверджена ролями у фільмах «Chigurida Kanasu» (2003 рік) і «Jogi» (2005 рік). Стає одним активних противників дубляжу в каннада-індустрії і прихильником організації Kannada Okkoota. Актор не раз відкрито критикував дубляж на каннада фільмів і серіалів, знятих на інших мовах, вважаючи, що це питання виживання мови каннада і культури.
Протягом 2010-х років залишався одним з популярніших акторів Сандалвуду, незважаючи на провал фільму «Jogayya» 2011 року. У 2010 році Шива виступив в якості телеведучого в ток-шоу Naaniruvude Nimagagi на телеканалі «Zee Kannada». Того ж року він зіграв у фільмі «Sugreeva», який був знятий за 18 годин.
Фільм «Bhajarangi» 2013 року повністю реабілітував актора в очах шанувальників: цей фантастичний бойовик був випущений в штатах Карнатака, Махараштра, Андхра-Прадеш і Таміл-Наду, транслювався в кінотеатрах понад 100 днів, зібравши 21,5 крор за перші 2 тижні. Відгуки критиків при цьому теж були дуже позитивними. 2014 року отримав почесний докторський ступінь університету Вішнаянагара Шрі Крішнадеварая.
У 2017 році вийшли 4 фільми за його участю мовою каннада: «Шріканта», «Bangara s/o Bangarada Manushya», «Mass Leader», «Муфті». Того ж року вперше знявся в знявся в Толлівуді (мовою телугу) в фільмі «Gautamiputra Satakarni», але лише в епізоді.
У 2018 році вийшов бойовик «Tagaru», який отримав комерційний успіх і позитивну оцінку критиків.

## Родина
Дружина — Гіта
Діти:
- Ніведіта
- Нірупама